# Pascal Belin
Pour les articles homonymes, voir Belin.
Pas d'image ? Cliquez ici

a Compétitions nationales et continentales officielles uniquement.

Dernière mise à jour le 25 janvier 2022.
Pascal Belin, né le 30 mars 1962 à Montélimar et mort le 11 août 1984 à Fontiers-Cabardès, est un joueur français de rugby à XV, ayant évolué au poste d'ailier.

## Biographie
Pascal Belin débute en équipe première du FCG lors de la saison 1979-80.
Le club grenoblois est au sommet de la hiérarchie nationale terminant 1e de la saison régulière (sur les 40 clubs engagés) en 1981 et second les deux années suivantes sans pour autant confirmer en phases finales.
Fin 1981, il est sélectionné avec l'équipe des Alpes qui au stade Charles-Berty de Grenoble réussira l'exploit de battre les All Blacks qui essuieront là leur seule défaite (16-18) de toute leur tournée européenne.
Alors qu’il avait disputé la veille un match avec les espoirs français réunis à Soustons, il décède le 11 août 1984 dans la voiture qui le ramène à Grenoble, endormi à côté du conducteur.

## Palmarès
- Championnat de France de première division :
  - Demi-finaliste (1) : 1982
- Coupe Frantz-Reichel :
  - Champion (1) : 1981
- Championnat de France Cadet :
  - Champion (2) : 1978 et 1979